# Tjänstepass
Tjänstepass är i Sverige ett pass som utfärdas till vissa statliga tjänstemän för resor i tjänsten. Till högre befattningshavare utfärdas i regel diplomatpass istället. Förutom diplomater har även medlemmarna av kungahuset, statsråden, riksdagens talman med flera diplomatpass. 
Det är inte reglerat i passlagen (1978:302) eller passförordningen (1979:664) till vilka tjänstemän som tjänstepass får utfärdas. Vad som sägs om saken är att tjänstepass endast får utfärdas av chefen för utrikesdepartementet eller av den han eller hon bemyndigar (17 § passförordningen). I Sverige utfärdas i regel tjänstepass endast till högre statstjänstemän, andra tjänstemän vid UD som inte är diplomater, samt tjänstemän vid SIDA som har många officiella resor (Ds 2015:44 s. 43). Kostnaden för att ansöka om tjänstepass för andra än tjänstemän i Regeringskansliet eller Sida är 2 300 kronor (30 § passförordningen).
I vissa länder är det betydligt vanligare med tjänstepass (engelska "service passport") än i Sverige. Där kan det vara tillräckligt med att vara statsanställd på låg nivå för att erhålla ett tjänstepass.
Det kan finnas en skillnad mellan att resa med ett tjänstepass och med ett vanligt pass. För att resa till Sverige krävs inte visum för medborgare i Bolivia, Filippinerna, Förenade arabemiraten, Nordmakedonien (i utlänningsförordningen angiven som "Makedonien (tidigare jugoslaviska republiken Makedonien)"), Peru, Thailand eller Turkiet om man har tjänstepass, men däremot om man har vanligt pass (3 kap. 1 § punkten 8 utlänningsförordningen, 2006:97).